# Бетаметазон + гентамицин
Бетаметазон + гентамицин — комбинированное лекарственное средство в виде крема и мази для наружного применения, либо капель глазных и ушных, мази глазной. Состоит из двух компонентов — комбинация глюкокортикостероида (бетаметазон) с противомикробным средством (гентамицин).

## Состав
- 1 грамм крема содержит 0,5 мг бетаметазона в виде дипропионата и 1 мг гентамицина в виде сульфата.
- 1 грамм мази содержит 0,5 мг бетаметазона в виде дипропионата и 1 мг гентамицина в виде сульфата.
- 1 мл каплей содержит 1,316 мг бетаметазона натрия и 3 мг гентамицина сульфата (в пересчете на гентамицин)

## Фармакологическое действие
Комбинированный препарат, действие которого обусловлено компонентами, входящими в его состав. Гентамицин — антибиотик широкого спектра действия из группы аминогликозидов, действует бактерицидно. Эффективен в отношении микроорганизмов: Streptococcus (бета-гемолитических и альфа-гемолитических), Staphylococcus aureus (коагулазоположительных, коагулазоотрицательных, а также некоторых штаммов, продуцирующих пенициллиназу), Proteus vulgaris, Escherichia coli, Pseudomonas aeruginosa, Enterobacter aerogenes. Неактивен в отношении анаэробов, грибов и вирусов. Бетаметазон — ГКС, оказывает местное противовоспалительное, сосудосуживающее, противоаллергическое действие. Тормозит высвобождение цитокинов и медиаторов воспаления, уменьшает метаболизм арахидоновой кислоты, индуцирует образование липокортина.

## Показания к применению
Кортикочувствительные дерматозы, первично или вторично инфицированные бактериями, или при опасности и инфицирования:
- инфицированные аллергические и неаллергические заболевания кожи: острые, подострые, хронические формы контактного аллергического дерматита, в том числе профессионального, себорейный дерматит, импетиго крупных складок кожи, монетовидная экзема, дисгидратический дерматит, пиодермизированные неаллергические дерматиты, острый фотодерматит, рентгеновый дерматит, инфицированные дерматиты, развившиеся в результате укуса насекомых;
- Инфицированные дерматозы: вульгарный псориаз, эксфолиативный дерматит, плоский красный лишай и т. п.
- Стафилококковый блефароконъюнктивит, кератоконъюнктивиты, вторично инфицированный конъюнктивит; блефарит, кератит, эписклерит, дакриоцистит, мейбомит (ячмень), травмы переднего отдела глаза, полученные в результате попадания инородных тел, воздействия радиационного излучения, термических и химических ожогов, а также в послеоперационный период. Острый и хронический наружный отит, экзема наружного слухового прохода.

## Противопоказания

### Для крема и мази
Препараты на основе бетаметазона и гентамицина, противопоказаны лицам с гиперчувствительностью к бетаметазону, гентамицину или к любому из вспомогательных веществ, входящих в состав мази, капель или крема. Препарат так же противопаказан при туберкулезе кожи, вакцинации, кожных проявления сифилиса, ветряной оспе, простом герпесе, вирусных инфекциях кожи, периоральном дерматите и розацеа.

#### С осторожностью
Беременность (I триместр).

### Для глазных (ушных) капель или мази
Глаукома, герпетический кератит, ветряная оспа и др. вирусные заболевания конъюнктивы, туберкулезные и грибковые инфекции глаза или уха, трахома, отсутствие или перфорация барабанной перепонки, беременность, период лактации.

#### С осторожностью
Открытоугольная глаукома, миопия высокой степени, сахарный диабет (в семейном анамнезе).

## Режим дозирования

### Для крема и мази
На пораженные участки кожи наносят крем или мазь 2 раза в сутки, в легких случаях возможно однократное применение. Мазь применяют при поражениях кожи на фоне экземы или псориаза, а крем — при заболеваниях влажной или жирной кожи.

### Для глазных (ушных) капель или мази
Глазную мазь закладывают тонким слоем в конъюнктивальный мешок пораженного глаза 3-4 раза в сутки. В острой стадии частота применения препарата может быть увеличена до 1 раза каждые 2 ч. Глазные капли — по 1-2 кап в конъюнктивальный мешок 3-4 раза в сутки. В острой стадии — до 2 кап каждые 1-2 ч. Длительность лечения зависит от тяжести и продолжительности заболевания. Рекомендуют в течение дня применять глазные капли, а на ночь — глазную мазь. Ушные капли — закапывают в очищенный от серы и выделений ушной канал по 3-4 кап 2-4 раза в сутки. Возможно введение в ушной канал ватного тампона, смоченного препаратом, и закапывание в него каждые 4 ч. Тампон может находиться в ушном канале не более 1 дня.

## Побочные эффекты

### Для крема и мази
Жжение, зуд, раздражение, сухость кожи, фолликулит, гипертрихоз, стероидные угри, гипопигментация. При применении окклюзионных повязок — мацерация кожи, инфицирование, атрофия кожи, стрии, потница. При продолжительном лечении или нанесении на большую поверхность — развитие системных побочных эффектов ГКС: повышение массы тела, остеопороз, повышение артериального давления, отёки, изъязвление слизистой оболочки желудочно-кишечного тракта, обострение скрытых очагов инфекции, гипергликемия, возбуждение, бессонница, нарушения менструального цикла. У детей — угнетение системы гипофиз-гипоталамус-надпочечники, синдром Кушинга, задержка роста, отставание в прибавке массы тела, повышение внутричерепного давления (бетаметазон). Возможно преходящее раздражение кожи: зуд, эритематозные высыпания (гентамицин).

### Для глазных (ушных) капель или мази
Местные реакции: чувство жжения; при использовании глазной мази — гиперемия, отечность. Системные реакции: повышение внутриглазного давления, повреждение зрительного нерва, снижение остроты зрения, сужение поля зрения, задняя субкапсулярная катаракта, замедленное заживление ран, острый передний увеит, перфорация глазного яблока, мидриаз, парез аккомодации, птоз (бетаметазон); аллергические реакции (гентамицин).

#### Передозировка
Симптомы: при длительном применении в высоких дозах — подавление функции гипоталамо-гипофизарно-надпочечниковой системы, гиперкортицизм; аминогликозидов — ототоксическое действие. Лечение: постепенная отмена препарата, при необходимости следует проводить симптоматическую терапию, в том числе коррекцию водно-электролитного баланса.

## Особые указания

### Для крема и мази
Необходимо избегать попадания в глаза. При появлении признаков сенсибилизации или раздражения лечение следует прекратить. В случае развития суперинфекции препарат отменяют и назначают адекватную антибактериальную терапию. Следует иметь в виду, что системная абсорбция увеличивается при нанесении на значительные участки кожи, использовании больших доз и в течение длительного времени, а также при нанесении под окклюзионные повязки.

### Для глазных (ушных) капель или мази
Предназначен только для местного применения. Нельзя вводить субконъюнктивально или в переднюю камеру глаза. Не рекомендуется лечение корнеальных язв, вызванных Pseudomonas aeruginosa. При назначении глазных/ушных капель на срок 10 дней и более показан контроль внутриглазного давления (тонометрия глаз, исследование с применением щелевой лампы). В период лечения не рекомендуется ношение мягких контактных линз. Для предотвращения распространения инфекции необходимо избегать применения одного флакона для лечения отита и глазных инфекций.